# Tombaugh Regio
Tombaugh Regio (/ˈtɒmbaʊ ˈrɛdʒioʊ/) là đặc điểm bề mặt sáng màu lớn nhất của hành tinh lùn Sao Diêm Vương. Nó nằm ở phía bắc của đường xích đạo, về phía đông bắc của Cthulhu Macula và về phía tây bắc của Krun Macula, cả hai đều là những đặc điểm tối màu. Thùy phía tây của nó là một đồng bằng rộng 1.000 km bao gồm nitơ và các loại băng khác nằm trong một bồn địa được đặt tên là Sputnik Planitia. Thùy phía đông bao gồm các vùng cao nguyên có suất phản chiếu cao được cho là do nitơ vận chuyển qua khí quyển từ Sputnik Planitia bao phủ và sau đó lắng đọng dưới dạng băng. Một phần băng nitơ này sau đó quay trở lại Sputnik Planitia bằng dòng chảy sông băng. Nó được đặt theo tên của Clyde Tombaugh, người phát hiện ra Sao Diêm Vương, và có tên hiệu là "trái tim" theo hình dạng của nó..

## Mô tả
Tombaugh Regio là một vùng rộng lớn, sáng màu, bề rộng khoảng 1.590 km (990 mi). Hai thùy của đặc điểm này là khác biệt về địa chất. Thùy phía tây là Sputnik Planitia mịn hơn so với phía đông, và chúng có màu sắc hơi khác nhau. Suy đoán ban đầu là thùy phía tây có thể là một miệng hố va chạm lớn chứa đầy tuyết nitơ. Các đốm sáng trong khu vực này ban đầu được suy đoán là các đỉnh núi. Các bức ảnh công bố ngày 15 tháng 7 năm 2015 tiết lộ các dãy núi cao 3.400 m (11.000 ft) từ nước đóng băng trong đặc điểm này; chúng cũng cho thấy không có miệng hố nào trong cùng khu vực. Các dữ liệu tiếp theo chỉ ra rằng trung tâm Sputnik Planitia rất giàu băng nitơ, cacbon monoxit và metan, và các đặc điểm gần rìa của khu vực cho thấy bằng chứng về dòng chảy băng giống như sông băng và vật liệu sáng màu bao phủ lên vật liệu sẫm màu hơn ở rìa phía đông của Cthulhu Macula. Bề mặt của Sputnik Planitia được chia thành các ô đối lưu đa giác và chưa đến 10 triệu năm tuổi, cho thấy Sao Diêm Vương đang hoạt động về mặt địa chất.
Đặc điểm này đã được nhận dạng là một điểm sáng trong sáu thập kỷ trước khi New Horizons bay qua, mặc dù không thể chụp ảnh với độ phân giải đủ để xác định hình dạng của nó. Trong sáu thập kỷ này, đốm sáng này đã được quan sát là mờ đi.
Năm 2020, người ta phát hiện ra rằng Tombaugh Regio kiểm soát luân chuyển gió của Sao Diêm Vương, và có thể chạm trổ cảnh quan trên bề mặt hành tinh lùn này.

## Đặt tên
Tombaugh Regio lần đầu tiên được nhận dạng trong những hình ảnh ban đầu của Sao Diêm Vương do tàu thăm dò New Horizons gửi về sau khi phục hồi từ sự cố bất thường tạm thời đưa nó vào chế độ an toàn. NASA ban đầu gọi nó là "trái tim" liên quan đến hình dạng tổng thể của nó. Vào ngày 15 tháng 7 năm 2015, khu vực này được nhóm New Horizons đặt tên tạm thời là "Tombaugh Regio" để vinh danh nhà thiên văn học Clyde Tombaugh, người phát hiện ra Sao Diêm Vương, còn regio là tiếng "Latin" để chỉ "khu vực". Vào ngày 7 tháng 9 năm 2017, tên gọi này đã được Hiệp hội Thiên văn Quốc tế (IAU) chính thức phê duyệt, cùng với tên của 13 đặc điểm bề mặt khác trên Sao Diêm Vương.
Một số người nhận thấy đặc điểm này cũng giống với nhân vật hoạt hình Pluto của Disney, một chú chó không có hình dạng người, chia sẻ cùng tên gọi tiếng Latinh của hành tinh lùn này, và quay mặt về hướng đông. Công ty Walt Disney đã thừa nhận sự giống nhau về nhận thức này trong một đoạn phim hoạt hình ngắn.